# Zwarte Steen (Mekka)

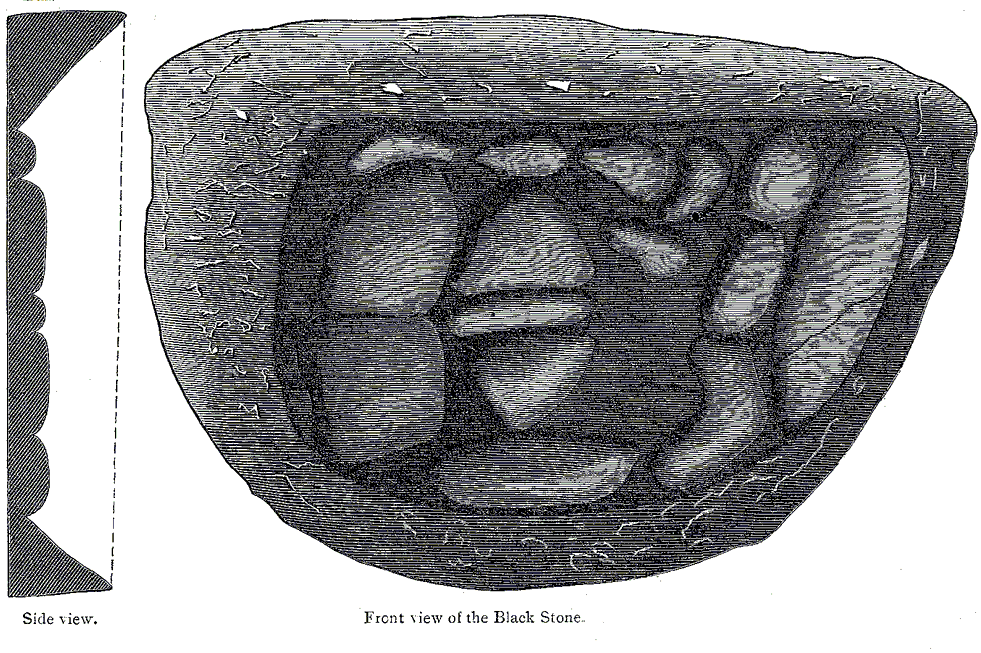
De Zwarte Steen

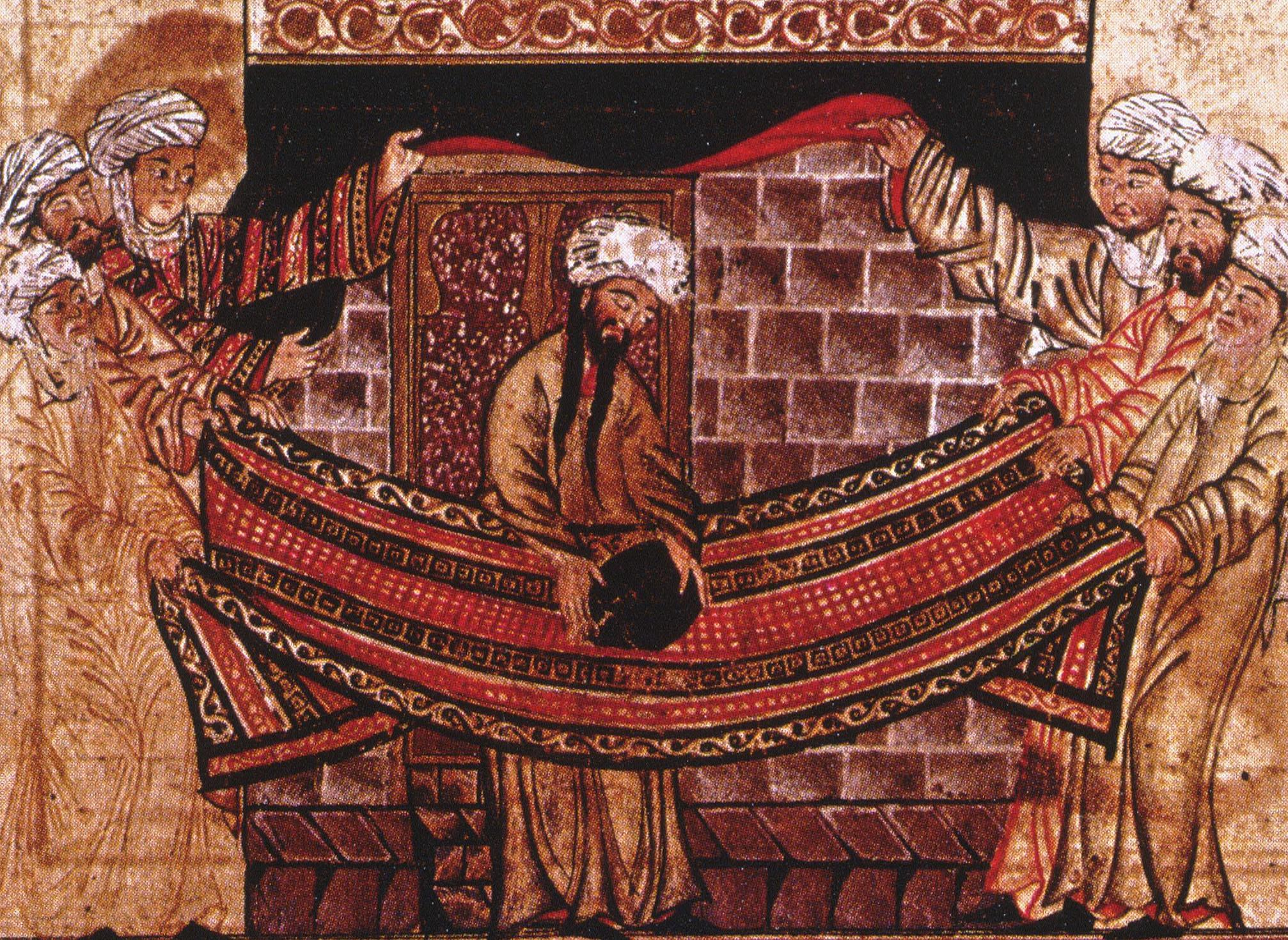
Mohammed bemiddelt bij het terugplaatsen van de Zwarte Steen. Illustratie uit de Jami' al-tawarikh (ca. 1315) van de Perzische historicus Rashid al-Din.

De Zwarte Steen (Arabisch: الحجر الأسود al-Hajar-ul-Aswad) is een steen in de zuidoostelijke hoek (de zogenaamde Jemenitische hoek) van de Ka'aba in de moskee Al-Masjid al-Haram in Mekka waarbij binnen de islam een bepaald soort cultus past. De Zwarte Steen bepaalt het beginpunt van de ommegang (Tawaaf) rond de Ka'aba. De steen heeft een doorsnede van zo'n 30 cm en is gevat in een zilveren band. De Zwarte Steen is mogelijk een meteoriet die gevormd werd tijdens een metorietinslag in Wabar in de Rub al Khali waar meer soortgelijke voorwerpen zijn gevonden en werd mogelijk reeds vereerd in de voorislamitische periode.
Tijdens de hadj maken pelgrims zeven keer een omgang rond de Ka'aba tegen de klok in. De Zwarte Steen is van iedere omgang het begin- en eindpunt. Zij zullen proberen de steen aan te raken of te kussen. Soms is fysiek contact onmogelijk. Dan is het voldoende als men naar de Zwarte Steen wijst bij elke rondgang. Men behoort dan Allahu akbar te zeggen, zoals Mohammed ook placht te doen toen hij tijdens de omgang op een dromedaris zat en naar de steen wees. Het aanraken van de steen heeft geen zegenende werking, omdat dit strijdig is met het toekennen van goddelijke krachten aan voorwerpen of mensen buiten God (tawhied). De Steen staat symbool voor een en hetzelfde punt dat door de eeuwen heen door gelovigen en profeten is aangeraakt en steeds werd teruggeplaatst in de Ka'aba, die enkele malen verwoest en verbouwd werd. Men mag niet drukken of duwen om bij de Zwarte Steen te komen.
Het aanraken van de Zwarte Steen is volgens een Hadith zeer goed. Mohammed laat daarin weten dat op de Dag des oordeels de Zwarte Steen door God wordt opgeheven. De steen zal twee ogen hebben en een tong en hij zal getuigen voor allen die de steen hebben aangeraakt. De steen zou volgens een Hadith ook zonden wegnemen. Niet alle moslims erkennen dit. Omar ibn al-Chattab verzuchtte eens dat hij wist dat de steen geen gaven had, maar hij had Mohammed de steen ook zien kussen. Daarom kuste hij de Zwarte Steen eveneens.
Er zijn twee belangrijke overleveringen over de herkomst van de Zwarte Steen. Toen Adam de Ka'aba bouwde, viel deze steen uit de hemel, waarna Adam de steen voor de bouw van de Ka'aba gebruikte. Een andere overlevering laat de engel Gabriël de Zwarte Steen aan Abraham geven, waarop Abraham en zijn zoon Ismaël de steen gebruikten voor de (her)bouw van de Ka'aba. Volgens beide overleveringen komt de Zwarte Steen uit de hemel. Eerst was de steen wit van kleur, zelfs witter dan wit, maar door de zonden van de mensen is de steen zwart geworden.
Tijdens Mohammeds leven, maar nog voor zijn Openbaringen, werd de Ka’aba en het omliggende gebied beheerd door de Qoeraish, het belangrijkste volk dat in Mekka leefde. Toen eens een aantal schatten gestolen waren, besloten de Qoeraish een dak te bouwen op de Ka'aba. Tijdens de restauratie ontstond er onenigheid over degene die de Zwarte Steen mocht terugplaatsen. Op dat moment arriveerde Mohammed, die bekendstond als de betrouwbare. Hij vroeg om een mantel en liet ieder stamhoofd de mantel, waarin de steen was gelegd, vasthouden. Bij de Ka'aba aangekomen plaatste Mohammed de steen terug.

## Roof en schade
Bij de tweede Fitna tijdens een belegering door een generaal van de Omajjadische kalief Abd al-Malik tegen het Mekkaanse tegenkalifaat van Abd Allah ibn al-Zoebair werd de Ka'aba na een eerste beschadiging in 683 in 692 verwoest en brak de zwarte steen daarbij in drie stukken.
In 930 roofden Qarmatische strijders onder Abu Tahir al-Jannabi tijdens een aanval, waarbij zo'n 3500 doden vielen en daarbij ook de Zamzam met lijken werd onteerd, de Zwarte Steen uit Mekka en vervoerden deze samen met 759 bij deze overval gevangen vrouwen als slavinnen naar hun basis in Al-Hasa (ligt nu in Ash Sharqiyah grenzend aan Bahrein). Volgens sommige bronnen is tijdens deze reis de reeds in drie stukken gebroken steen in verschillende verdere stukken gebroken (bronnen spreken van 7 of 15). Volgens de islamitische geleerde Al-Juwayni werd de steen in 951 onder mysterieuze omstandigheden in een zak teruggebracht naar Mekka, nadat het in de Vrijdagmoskee van Kufa werd gesmeten met een stuk papier met de tekst "Op bevel namen we het en op bevel brengen we het terug." De sjiitische Qarmaten zouden in ruil voor de teruggave een grote som losgeld hebben afgedwongen van de soennitische Abbasiden. De diefstal en het vervoer zorgde voor verdere schade, waarbij de steen volgens sommige bronnen in zeven stukken zou zijn gebroken.
De schade zou de reden zijn waarom een zilveren band met zilveren spijkers de verschillende delen nu bij elkaar houdt.